# Висячий мост (Воронеж)
Висячий мост — неофициальное название прогулочного моста в Воронеже. В городе это единственный подвесной мост. Мост соединяет левый берег Воронежа с Придаченской дамбой на Воронежском водохранилище. Длина моста — 83 м.
До создания водохранилища дорога с Придаченской дамбы выходила на улицу Димитрова в этом же месте, а на месте современного моста был деревянный мост через озеро в пойме реки Воронеж.
Мост расположен рядом со Спортивной набережной, водной станцией и речной полицией. Так же недалеко от моста расположена Военно-воздушная академия, поэтому курсанты часто устраивают по мосту пробежку по утрам. Молодожёнами и влюблёнными мост используется для соблюдения обычаев переноса невесту через мост и закрепления «замка любви».
Движение автотранспорта по мосту невозможно, так как мост перекрыт бетонными блоками. В 2007 году на мосту было налажено освещение.